# Bahnhof Mühlacker
Der Bahnhof Mühlacker ist ein Eisenbahnknotenpunkt in Mühlacker, an dem die Bahnstrecke Karlsruhe–Mühlacker in die Württembergische Westbahn mündet. Mit seinen fünf Bahnsteiggleisen ist er der größte Bahnhof im Enzkreis. Er wird von Intercity-Zügen, von Regional-Express-Zügen sowie von Regionalbahnzügen des Metropolexpress bedient.

## Geschichte

### Planung und Bau
In den 1840er Jahren hatte es sich die württembergische Regierung zum Ziel gesetzt, eine Eisenbahnverbindung zur Rheintalbahn herzustellen, um Mannheim mit seiner Industrie schnell zu erreichen. Das Interesse Badens war hingegen ein Anschluss von Pforzheim an das Schienennetz. Nach jahrelangen Verhandlungen zwischen dem Königreich Württemberg und dem Großherzogtum Baden kam es am 4. Dezember 1850 zur Einigung über den Verlauf der Westbahn.
Die in Bietigheim von der Nordbahn abzweigende Strecke erreichte nach ungefähr 23 Kilometern den Landstrich zwischen den Weilern Eckenweiher Hof und Mühlacker. Dort entstand der Bahnhof, an dem später die Bahnlinie von Pforzheim ihren Endpunkt erhalten sollte. Beide Siedlungen gehörten zum südlich gelegenen Dürrmenz. Sachverständige beider Staaten kritisierten diese ungünstige Lage, denn wieder sei ein abseits gelegener Bahnhof geplant, während der Oberamtsstadt Vaihingen eine Station verwehrt bliebe. Auf badischer Seite bemängelte man, dass ein wichtiger Grenzbahnhof an einem abgeschiedenen Gehöft entstünde.
Am 1. Oktober 1853 eröffneten die Königlich Württembergischen Staats-Eisenbahnen (K.W.St.E.) die Westbahn. Für den Namen der Station fiel die Wahl der Direktion auf Mühlacker. Über die Aussage, dass sich die Dürrmenzer Gemeinderäte sträubten, „ihren guten Namen“ für das neue Verkehrsbauwerk herzugeben, konnten keine Protokolle oder ähnliche Belege gefunden werden.

### Mühlacker wird Grenzbahnhof
Durch die Ansiedlung von Industriebetrieben stieg die Einwohnerzahl Mühlackers und wurde nach 1900 größer als Dürrmenz. Infolgedessen nannte sich die Gemeinde später Dürrmenz-Mühlacker. Von 1859 bis 1862 erhielt die Westbahn zwischen Bietigheim und Mühlacker ein zweites Streckengleis. Von Südwesten her stellte die Großherzoglich Badische Staatsbahn (BadStB) am 1. Juni 1863 die Bahnstrecke aus Durlach fertig. Sie löste den im Oktober 1853 eingerichteten Pferdebus Pforzheim–Mühlacker ab. Bereits 1869 nahm die BadStB ein zweites Streckengleis in Betrieb.
Der neue Grenzbahnhof bestand aus dem württembergischen Durchgangsbahnhof und dem badischen Kopfbahnhof (ehemals Gleise 50 bis 53). Nun waren zwei Staatsbahnen mit verschiedenen Beamten und Maßeinheiten in Mühlacker tätig. Als problematisch galt die Gestaltung der Fahrpläne, da sich der württembergische Bahnhof an der Stuttgarter Ortszeit orientierte und der badische Bahnhof an der Karlsruher Ortszeit. Damit ergab sich bis zur Einführung der mitteleuropäischen Eisenbahn-Zeit am 1. Juni 1891 eine Zeitdifferenz von drei Minuten.
In den 1880er Jahren gewann der Bahnhof durch den Fernverkehr an Bedeutung. Am 5. Juni 1883 hielt erstmals der Orient-Express auf dem Weg von Paris Ostbahnhof nach Giurgevo (heute Giurgiu). Aufgrund der Zeitersparnis verzichteten aber die Betreiber ab 1901 auf den Halt in Mühlacker.
Seit 1890 ist der Streckenabschnitt Mühlacker–Bretten zweigleisig befahrbar. 1897 wurde über die Weiterführung der Zabergäubahn entschieden, die damals in Güglingen endete. Über Sternenfels, Diefenbach, Freudenstein, Maulbronn, Schmie und Lienzingen sollte die neue Bahnlinie in Mühlacker enden. Das Projekt lehnte die K.W.St.E. ab. Der 1913 vorgelegte Plan der Plattenbahn von Renningen über Friolzheim nach Mühlacker fand ab 1920 keine Berücksichtigung mehr.

### Reichsbahnzeit
Am 1. April 1920 kam es zur Eingliederung der K.W.St.E. und der BadStB in die Deutsche Reichsbahn. Dies bedeutete das definitive Ende der Funktion als Grenzbahnhof. Die Reichsbahn führte einheitliche Systeme und Verordnungen in das Eisenbahnwesen ein. 1921 entfernte sie schließlich auch die Grenzpfähle zwischen den ehemaligen Bahnhofsteilen.
Am 4. Juli 1930 beantragte der Gemeinderat die Umbenennung der Gemeinde in Mühlacker. Dies erfolgte am 11. November 1930, als das Staatsministerium Mühlacker zur Stadt erhob.
1941 entstand westlich des Bahnhofs die Mühlacker Kurve als Verbindungskurve zwischen der Westbahn und der Bahnstrecke Karlsruhe–Mühlacker. Ab Oktober 1944 begannen die Bomben- und Tieffliegerangriffe auf die Bahnanlagen und die in der Nähe befindlichen Züge. Insgesamt kamen dabei 14 Menschen ums Leben. Gleise und Gebäude waren teilweise schwer beschädigt.

### Bundesbahnzeit bis heute

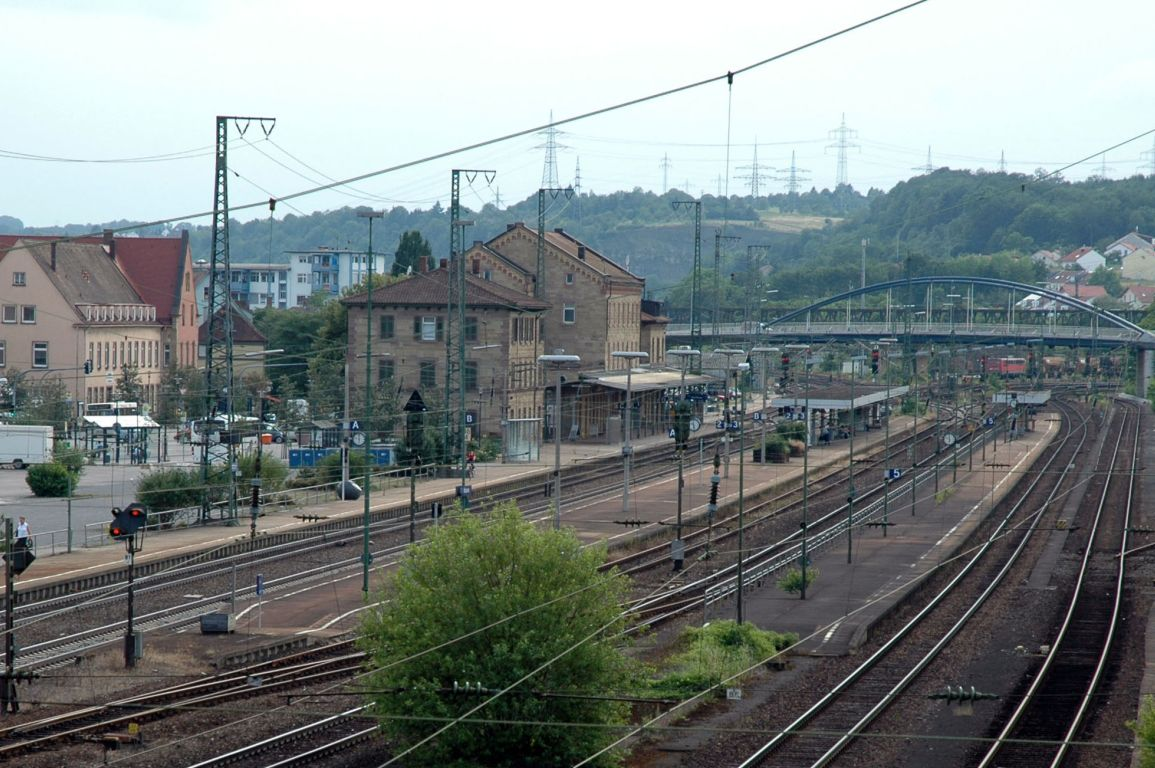
Gleisanlagen in Mühlacker, von Nordosten gesehen (2006)

Während des Wiederaufbaus elektrifizierte die Bundesbahn den Streckenabschnitt Bietigheim–Mühlacker. Am 6. Oktober 1951 verband im Rahmen des Stuttgarter Vorortverkehrs der erste elektrische Triebwagen mit Stuttgart. Es wurden viele Züge in Mühlacker umgespannt. Am 23. Mai 1954 erweiterte die Bundesbahn den elektrischen Betrieb bis Bretten, am 1. Juni 1958 bis Karlsruhe.
Als Verbesserung im Fernverkehr entstanden in den 1960er Jahren Pläne für eine Schnellfahrstrecke Mannheim–Stuttgart. Anfangs noch durchaus denkbar, entschieden sich die Verantwortlichen letzten Endes doch gegen die Einbeziehung Mühlackers und für den Bau des neuen Fernbahnhofs Vaihingen (Enz). Die Inbetriebnahme der gesamten Strecke am 2. Juni 1991 hatte zur Folge, dass nur noch wenige Schnellzüge Mühlacker anfuhren. Ebenfalls 1991 stellte die Bundesbahn den Personenverkehr im Abschnitt Mühlacker–Bretten ein, so dass der Bahnhof weiter an Bedeutung verlor.
Nachdem bereits 1997 einzelne Karlsruher Stadtbahnen der Linie S9 von Bretten kommend in Mühlacker endeten, erfolgte am 30. Mai 1999 die vollständige Reaktivierung der Strecke. Der einstige Grenzbahnhof erhielt seine Aufgabe als Knotenpunkt mit hoher Taktfolge und Fernverkehrsanschluss zurück.
Drei Aufzüge gingen zur Gartenschau 2015 in Betrieb. Die Bahnsteige an den Gleisen 1, 2/3, 5 und 50 wurden auf einer Länge von insgesamt 922 m und eine Höhe von 55 cm angeglichen. In Bahnsteige und Aufzüge investieren Bund, Bahn, Land und Stadt insgesamt 6,3 Millionen Euro. Der Anteil der Stadt beträgt dabei 1,3 Millionen Euro. Der Umbau wurde im Juli 2019 abgeschlossen.
Durch die Neuausschreibung der Verkehrsleistungen mit entsprechendem Betreiberwechsel wurden zum 9. Juni 2019 die Verbindungen ab Mühlacker mit wochentags drei Regionalzügen alle zwei Stunden, welche in Kombination mit den Intercity-Zügen einen ungefähren Halbstundentakt nach Karlsruhe bzw. Stuttgart ergeben, stark ausgebaut. Dabei wurden auch die langsameren Regionalzüge mit Halt an allen Unterwegsbahnhöfen (Ausnahme RE Richtung Heidelberg) neu strukturiert, welche nun stündlich bis Stuttgart und auf dem Streckenast Richtung Karlsruhe nur noch bis Pforzheim verkehren.

### Ausblick
Im Rahmen des Digitalen Knoten Stuttgarts soll in Mühlacker bis 2030 ein Technikstandort entstehen. Die Planung dafür war 2024 im Gang. In diesem sollen Digitale Stellwerke unter anderem für Bereiche westlich und südwestlich von Stuttgart sowie den Rangierbahnhof Kornwestheim untergebracht werden.
Langfristig wird erwogen, die Linie S5 der S-Bahn Stuttgart bis Mühlacker zu führen.

## Empfangsgebäude

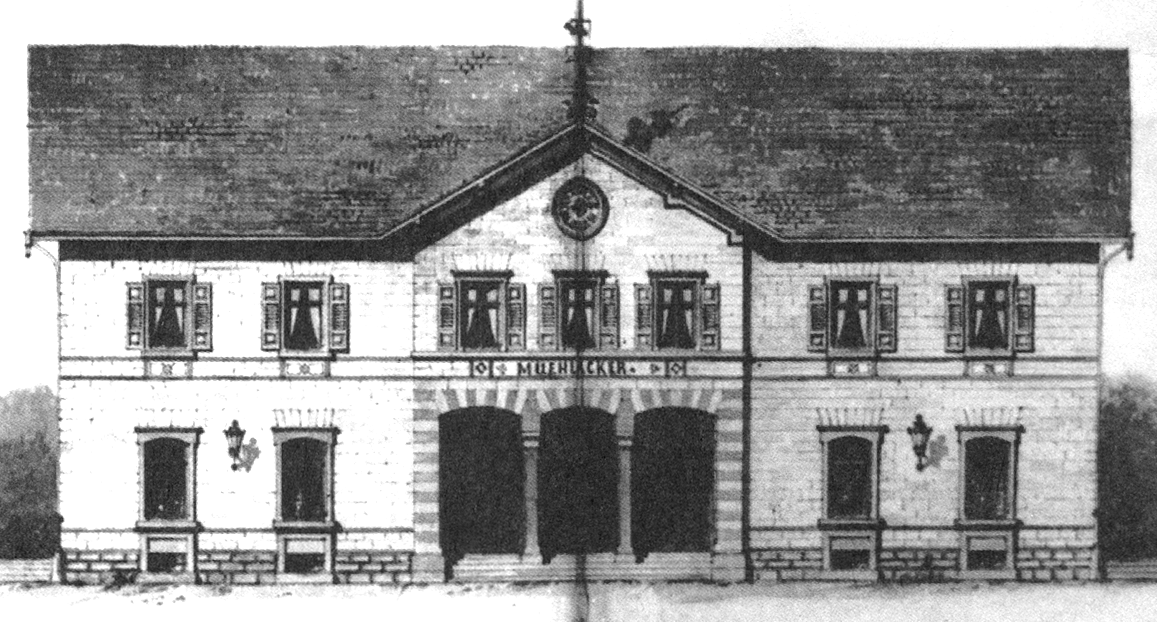
Stadtseite des württembergischen Empfangsgebäudes vor der Aufstockung

In Mühlacker sind zwei historische Empfangsgebäude erhalten geblieben. Dabei handelt es sich um das württembergische Empfangsgebäude an Gleis 1 und das badische Empfangsgebäude an Gleis 50.
Das württembergische Empfangsgebäude war ein ursprünglich zweistöckiges Bauwerk mit einem Satteldach. Ein markantes Merkmal der Bahnhöfe an der Westbahn ist der Zugang, der – in abwechselnder Reihenfolge – von roten und gelben Sandsteinen hervorgehoben wird. 1885 ließ die K.W.St.E. das Gebäude um ein Stockwerk erhöhen und ergänzte es um Anbauten auf der östlichen Seite. In der einstöckigen Erweiterung befanden sich Arbeitsräume für die Post.
1863 errichtete die BadStB ihr Empfangsgebäude auf dem ehemaligen Stationsgarten. Das Bauwerk besteht aus einem dreistöckigen Mittelteil mit Walmdach. An ihn grenzen links und rechts zwei zweistöckige Gebäudeteile.

## Bahnbetrieb

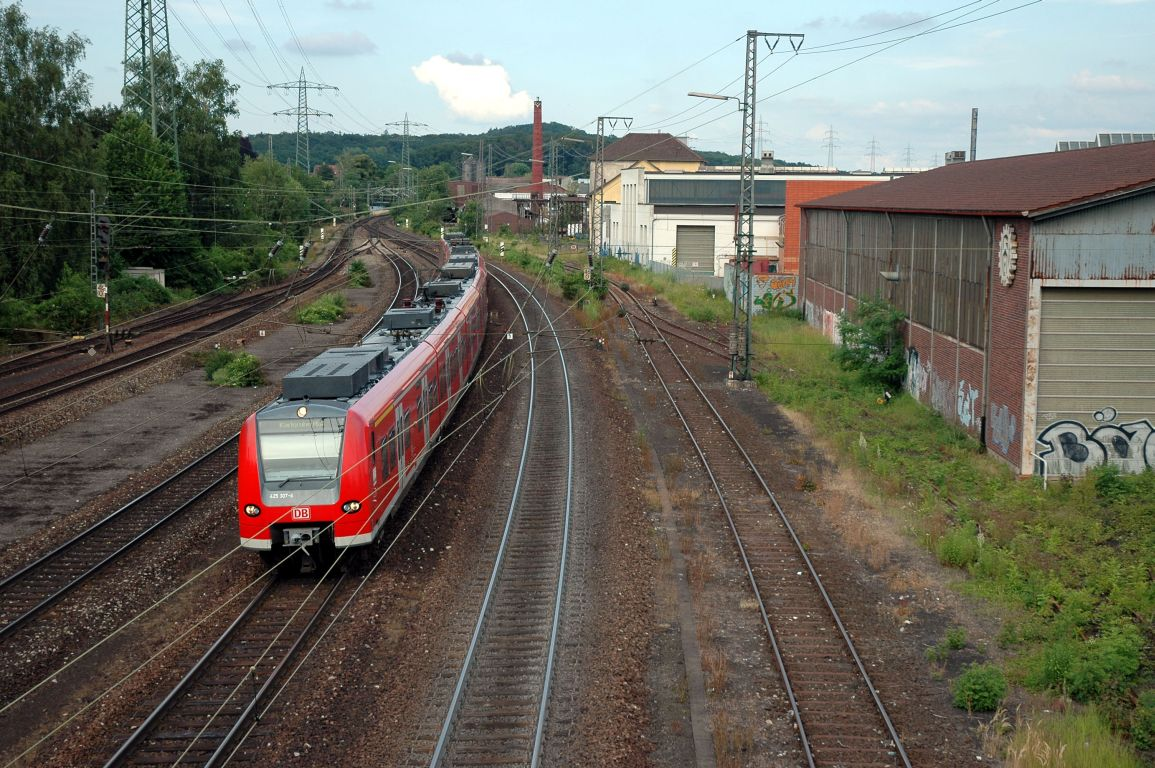
Regional-Express von Stuttgart bei der Einfahrt in den Bahnhof Mühlacker (2006)

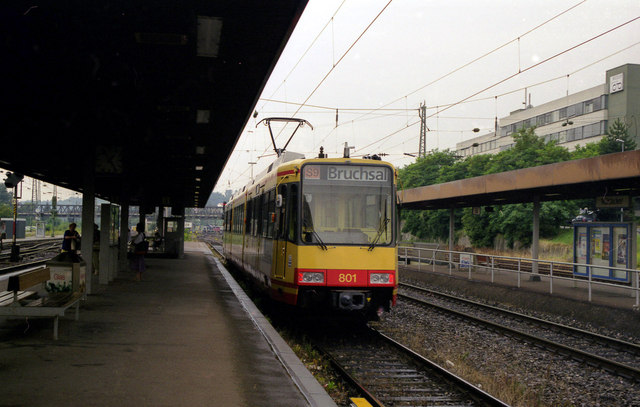
Stadtbahn (S9) nach Bruchsal in Mühlacker (1999)

Der Bahnhof ist ein Eisenbahnknoten, an dem die Bahnstrecke Karlsruhe–Mühlacker in die Württembergische Westbahn mündet. Gleis 1 dient den Zügen Richtung Vaihingen (Enz), Gleis 2 denen Richtung Pforzheim. Auf Gleis 3 startet die RB 17C, welche früher die S9 war. An Sonn- und Feiertagen begann und endete hier außerdem der Klosterstadt-Express von und nach Maulbronn Stadt. Gleis 4 benutzen ausschließlich durchfahrende Züge – der angrenzende Bahnsteig ist zu dieser Seite durch ein Geländer abgesperrt. Gleis 5 wird seit dem Fahrplanwechsel im Dezember 2019, mit dem Go Ahead Baden-Württemberg und Abellio Rail Baden-Württemberg die Strecken des Stuttgarter Netzes bedienen, nicht mehr planmäßig für haltende Personenzüge benutzt. Gleis 6 ist ein Überholgleis ohne Bahnsteig für Züge Richtung Bretten. Gleis 50 ist das letzte verbliebene Kopfgleis des ehemaligen badischen Kopfbahnhofs (einst vier Gleise). Am östlichen Ende des Gleises besteht eine Verbindung zum Gleis 1. Das Gleis 50 wird für die RB 17A verwendet, welche von Pforzheim kommt und anschließend mit dem RE 17B bzw. der RB 17C auf Gleis 1 kuppelt.
Die Mühlacker Kurve wird planmäßig fast nur von Güterzügen benutzt. Einzelne Züge des Klosterstadt-Express, die Richtung Pforzheim und Tübingen verkehren, benutzen ebenfalls diese Verbindungskurve.
Der Bahnhof Mühlacker entspricht laut der DB InfraGO AG der Preisklasse 3.
Das Stellwerk in Mühlacker ist ein Relaisstellwerk vom Typ SpDrL30.

### Fernverkehr
| Linie | Strecke                                                                                    | Taktfrequenz                                                                |
| ----- | ------------------------------------------------------------------------------------------ | --------------------------------------------------------------------------- |
| IC 61 | Karlsruhe – Pforzheim – Mühlacker – Stuttgart – Aalen – Nürnberg – Jena Paradies – Leipzig | 120-Minuten-Takt (Karlsruhe – Nürnberg), fünf Zugpaare (Nürnberg – Leipzig) |

### Regionalverkehr
| Linie           | Strecke                                                                          | Strecke                                                                          | Taktfrequenz                                                                 |
| --------------- | -------------------------------------------------------------------------------- | -------------------------------------------------------------------------------- | ---------------------------------------------------------------------------- |
| RE 1            | Karlsruhe – Pforzheim – Mühlacker – Vaihingen – Stuttgart (– Schorndorf – Aalen) | Karlsruhe – Pforzheim – Mühlacker – Vaihingen – Stuttgart (– Schorndorf – Aalen) | 30/30/60-Minuten-Takt (Stuttgart–Aalen: Zweistundentakt)                     |
| RE 71           | Mühlacker – Bretten – Bruchsal – Heidelberg                                      | Mühlacker – Bretten – Bruchsal – Heidelberg                                      | Zweistundentakt                                                              |
| MEX 17a MEX 17c | Stuttgart – Ludwigsburg – Bietigheim-Bissingen – Vaihingen – Mühlacker –         | Pforzheim (– Karlsruhe/Bad Wildbad)                                              | Halbstundentakt Bietigheim–Pforzheim, Stundentakt bis Stuttgart und Bruchsal |
| MEX 17a MEX 17c | Stuttgart – Ludwigsburg – Bietigheim-Bissingen – Vaihingen – Mühlacker –         | Bretten – Heidelsheim – Bruchsal                                                 | Halbstundentakt Bietigheim–Pforzheim, Stundentakt bis Stuttgart und Bruchsal |

(Stand: 15. Dezember 2024)